# Quycaq
Quycaq (eingedeutscht Gujdschag) ist ein Dorf im Rayon Cəbrayıl von Aserbaidschan. Von 1993 bis 2020 wurde der Ort von der nicht-anerkannten Republik Arzach besetzt gehalten.

## Geographische Lage und Geschichte
Quycaq liegt ca. 16 Kilometer östlich der Provinzhauptstadt Cəbrayıl.
Unter der Herrschaft des Russischen Kaiserreichs von 1828 bis 1917 war das Dorf Teil der Ujesd Cəbrayıl, die wiederum dem Gouvernement Jelisawetpol angehörte. Laut den statistischen Angaben der Zarenregierung aus dem Jahr 1886 lebten in der Ortschaft ca. 450 Menschen, alle Aserbaidschaner. Dem 1912 veröffentlichten Kaukasischen Kalender zufolge lag die Bevölkerungszahl bei 690.
In der Sowjetzeit wurde Quycaq in den Rayon Cəbrayıl der Aserbaidschanischen SSR eingegliedert. Das Dorf verfügte über eine Sekundarschule, ein Klubhaus, Krankenhaus, eine Bibliothek und eine Kommunikationsabteilung. Viehzucht, Weizenanbau, Baumwollanbau und Seidenzucht waren die Hauptbeschäftigungsbereiche der Bewohner.
Im Ersten Bergkarabachkrieg (1992–1994) wurde das gesamte Territorium der Provinz Cəbrayıl einschließlich Quycaq infolge der Sommeroffensive der armenischen Truppen im August 1993 militärisch besetzt und die Bevölkerung vertrieben. Danach wurde es von der Republik Arzach als Teil der Provinz Hadrut verwaltet. Das Dorf wurde nach 27 Jahren im Zuge des Zweiten Bergkarabachkrieges am 3. Oktober 2020 durch aserbaidschanische Streitkräfte zurückerobert.